# Vlag van de ASEAN

Vlag van de ASEAN

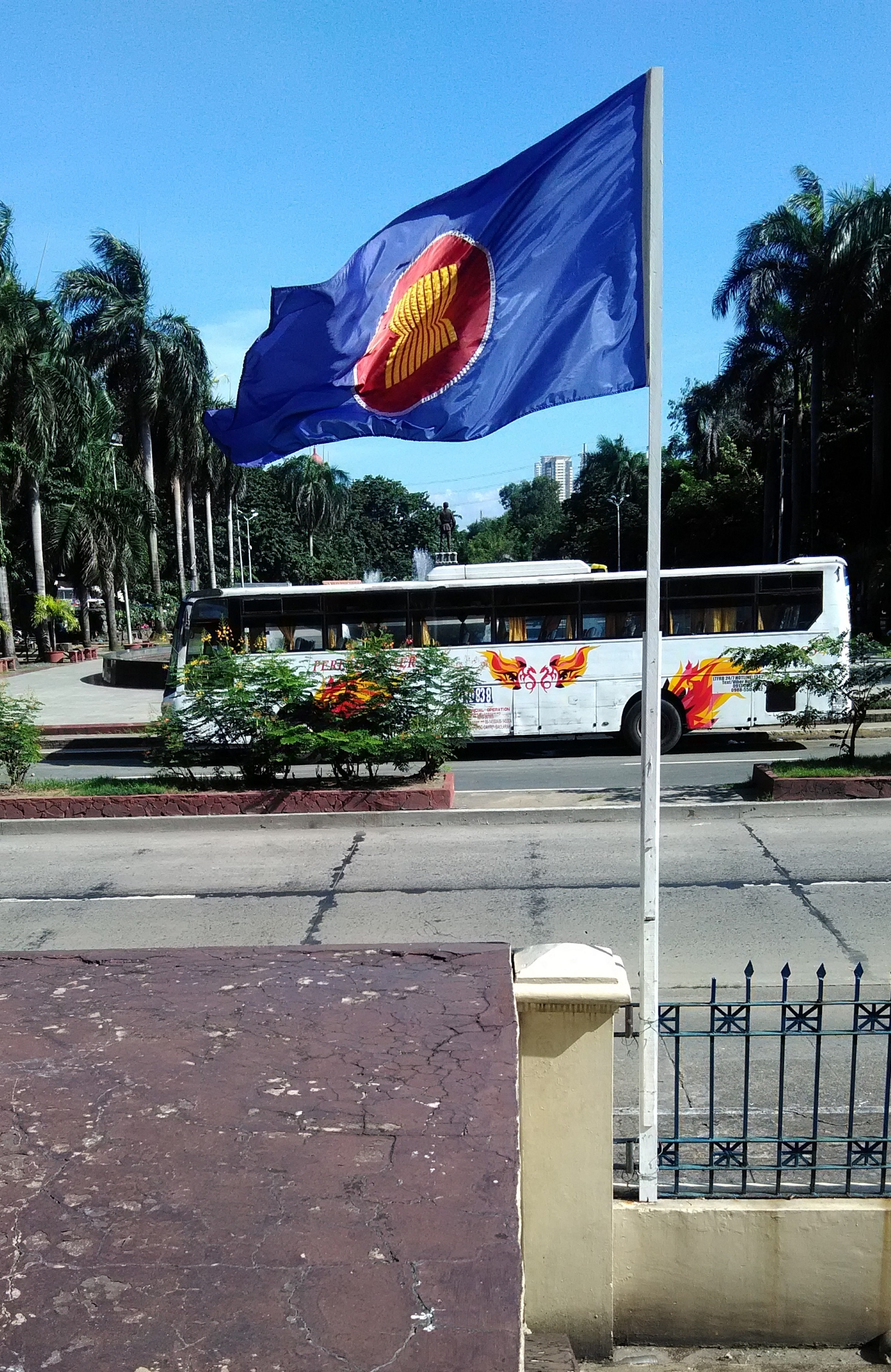
Foto van de gehesen ASEAN-vlag in het straatbeeld, bij matige tot krachtige bries

De vlag van de ASEAN is sinds 1997 het officiële symbool van de ASEAN, de Association of Southeast Asian Nations. De vlag toont tien rijststengels in het midden van een rode, wit omrande cirkel die op een blauwe achtergrond staat. De tien stengels verwijzen naar de tien lidstaten van de ASEAN.
De opzet van de vorige ASEAN-vlag was gelijkaardig aan de huidige, maar dan met zes bruine stengels als verwijzing naar de vijf stichtende leden plus Brunei. Tevens had die vlag de naam ASEAN in turqoisekleurige letters onder de stengels staan, was de achtergrond wit en de rand om de cirkel turqoise. De cirkel zelf was heldergeel.